# Чемпіонат світу з фігурного катання 2010
Чемпіонат світу з фігурного катання 2010 (англ. 2010 World Figure Skating Championships; ЧС з фігурного катання-2010) — міжнародний турнір, організований Міжнародним союзом ковзанярів серед фігуристів світу в сезоні 2009/2010 років. Спортсмени змагатимуться в чоловічому одиночному і жіночому одиночному катанні, в спортивному і танцювальному парному катанні.
Чемпіонат за графіком ІСУ має відбутися в Італії, у місті Турині на спортивній арені «Палавела» у період з 22 березня до 28 березня 2010 року.

## Кваліфікація

### на ЧС з фігурного катання 2010
Наступні країни, за результатами виступів своїх спортсменів на Чемпіонаті світу з фігурного катання 2009 року, мають право виставити більше одного спортсмена/пари в кожному розряді:
| Кількість місць | Чоловіки                                    | Жінки                                                      | Спортивні пари               | Танці на льоду        |
| --------------- | ------------------------------------------- | ---------------------------------------------------------- | ---------------------------- | --------------------- |
| 3               | Японія США                                  | Японія                                                     | КНР Росія                    | Росія США             |
| 2               | Канада Чехія Франція Італія Казахстан Росія | Канада Фінляндія Грузія Південна Корея Росія Швейцарія США | Канада Німеччина Україна США | Канада Франція Італія |

## Виноски
1. ↑  Calendar of Events. International Skating Union. Архів оригіналу за 27 червня 2013. Процитовано 24 квітня 2008. [Архівовано 2013-05-22 у Wayback Machine.]